# El rey del río
El rey del río es una película española dramática dirigida en 1995 por Manuel Gutiérrez Aragón y protagonizada por Alfredo Landa, Carmen Maura, Gustavo Salmerón, Ana Álvarez y Achero Mañas.
Fue seleccionada en el 45º Festival Internacional de Cine de Berlín. 

## Sinopsis
César, un joven atrevido y ambicioso que parece predestinado a ser un gran pescador, es hijo de Elisa, una madre soltera, viajera y libre. Como ésta es incapaz de cuidarle, le deja al cuidado de su hermana Carmen, quien le cría junto a su hijo Fernando. Antón, el marido de Carmen, siente predilección por César y también Ana, la hermana de Fernando. Los niños ignoran que César no es su hermano pero él, que es rubio y más listo, comienza a descubrir que no es hijo de Carmen y Antón. En esta complicada  vida familiar, explotan los sentimientos ocultos coincidiendo con la captura por César de un gigantesco salmón llamado el Rey del Río.

## Reparto
- Alfredo Landa - Antón Costa
- Carmen Maura - Carmen
- Gustavo Salmerón - César
- Ana Álvarez - Ana
- Achero Mañas - Fernando
- Miriam Fernández (Miriam Ubri) - Elena
- Silvia Munt - Elisa
- Héctor Alterio - Juan
- Cesáreo Estébanez - Corcones
- Gerardo Vera - Bergasa
- Francis Lorenzo - Marco

## Premios
Círculo de Escritores Cinematográficos 
| Año  | Categoría    | Persona    | Resultado |
| ---- | ------------ | ---------- | --------- |
| 1995 | Mejor música | Milladoiro | Ganador   |